# Okinka Pampa
Okinka Pampa († 1930; auch Okinca Pampa, Okinka Pampa Kanyimpa, Ukinka Pampa, Kanjimpa) war von 1910 bis 1930 Königin und oberste Priesterin auf der heute zu Guinea-Bissau gehörenden Insel Orango, auf der Angehörige der Ethnie der Bijagos leben.

## Werdegang
Okinka Pampa folgte ihrem Vater Bankajapa als Herrscherin, unterstützt von einem Rat aus zehn Frauen und fünf Männern. Ihr Regierungssitz war Eticoga, der größte Ort der Insel. Okinka Pampa schaffte die Sklaverei ab und erweiterte die Rechte der Frauen. Noch heute dominieren die Frauen auf Orango die Gesellschaft auf der Insel, während den Männern traditionell nur ein Mitspracherecht eingeräumt wird. Mehrere Königinnen haben die Entscheidungsgewalt inne. Als Priesterin galt Okinka Pampa auch als Hüterin der Geister der Ahnen.
Okinka Pampa vereinigte mehrere Inseln im Abwehrkampf gegen die Portugiesen, die sie nach mehreren Angriffen auf Orango schließlich zu einem Friedensvertrag zwang, durch den die Insel von den Auswirkungen der Kolonialherrschaft weitgehend verschont blieb.
Die Königin starb 1930, angeblich in einem Alter von über hundert Jahren, an einer natürlichen Ursache. Erst 1936 folgte eine weitere „Befriedungskampagne“ der Kolonialmacht, die Portugal die Herrschaft über den gesamten Bissagos-Archipel sicherte. Noch heute wird Okinka Pampa von den Einwohnern der Insel verehrt. Eine Hütte, die als Heiligtum gilt, dient als Grabmal der Herrscherin.